# Kasari
Kasari je rijeka u zapadnoj Estoniji.
Ulijeva se u zaljev Matsalu, koji je dio Väinamerija, podzaljeva Baltičkog mora. Ušće rijeke Kasari dio je nacionalnog parka Matsalu. Duga je 112 kilometara i među deset je najdužih rijeka u Estoniji. 
Preko Kasari je 1904. godine sagrađen pješački most dug 308 metara koji je u to vrijeme bio najduži betonski most u Europi.